# Бариев, Радик Абрарович
Ра́дик Абра́рович Бари́ев (род. 31 июля 1961 года, Белокоровичи, Житомирская область, УССР, СССР) — советский и российский лётчик-испытатель, начальник Государственного лётно-испытательного центра Министерства обороны имени В. П. Чкалова (с 2009 года), генерал-лейтенант (2024), Герой Российской Федерации (2006), Заслуженный лётчик-испытатель Российской Федерации.

## Биография
Радик Бариев родился 31 июля 1961 года в городе Белокоровичи (Житомирская область, Украина) в семье офицера Советской Армии. Окончил среднюю школу.
С 1978 года Бариев начал службу в Военно-воздушных силах. В 1982 году он окончил Качинское высшее военное авиационное училище летчиков, после чего служил в 145-м истребительном авиационном полку в Прикарпатском военном округе ( Ивано-Франковск).
В 1988—1991 годах обучался в Военно-воздушной академии имени Ю. А. Гагарина, по окончании которой был направлен в Центр подготовки летчиков-испытателей Государственного летно-испытательного центра имени В. П. Чкалова (расположенный в городе Ахтубинске).
После окончания Центра, с 1993 года — лётчик-испытатель 267-го лётно-испытательного центра. С января 2003 года – начальник 267-го лётно-испытательного центра – старший лётчик-испытатель ГЛИЦ имени В.П.Чкалова.
4 февраля 2006 года, Указом Президента Российской Федерации № 636 за мужество и героизм, проявленные при испытании новой авиационной техники, полковнику Радику Абраровичу Бариеву присвоено звание Героя Российской Федерации.
В 2008 году окончил Военную академию Генерального штаба Вооружённых Сил Российской Федерации.
17 июля 2009 года Бариев возглавил 929-й Государственный летно-испытательный центр Минобороны России имени В. П. Чкалова.
Проживает в городе Ахтубинске Астраханской области, продолжает лётно-испытательную работу в возглавляемом 929 ГЛИЦ ВВС. Имеет квалификацию лётчика-испытателя 1-го класса, учёную степень — кандидат военных наук, учёное звание — профессор Академии военных наук.

## Воинские звания
- Генерал-майор — 13.12.2012[4]
- Генерал-лейтенант — 19.02.2024[5]

## Награды
- Герой Российской Федерации (4 февраля 2006 года)[6];
- Орден «За заслуги перед Отечеством» IV степени с мечами;[источник не указан 507 дней]
- орден Мужества;
- орден Мужества;
- орден Мужества;
- орден Красной Звезды;
- медаль «70 лет Вооружённых Сил СССР»;
- медали «За отличие в военной службе» I и II степеней;
- медаль «За безупречную службу» III степени;
- медаль «За возвращение Крыма»;
- медаль «Участнику военной операции в Сирии»;
- медаль «За службу в Военно-воздушных силах»;
- медаль «За службу в Воздушно-космических силах»;
- медаль «За заслуги в ядерном обеспечении»;
- медаль «200 лет Министерству обороны»;
- медаль «100 лет Военно-воздушным силам»;
- другие медали Минобороны России;
- знак «За содействие космической деятельности» (награждён трижды);
- медаль «За ратную доблесть»;
- медаль ордена «За заслуги перед Астраханской областью»[7];
- почётное звание «Заслуженный лётчик-испытатель Российской Федерации»[8];
- классная квалификация «Лётчик-испытатель 1-го класса».